# جغد گوش‌دراز

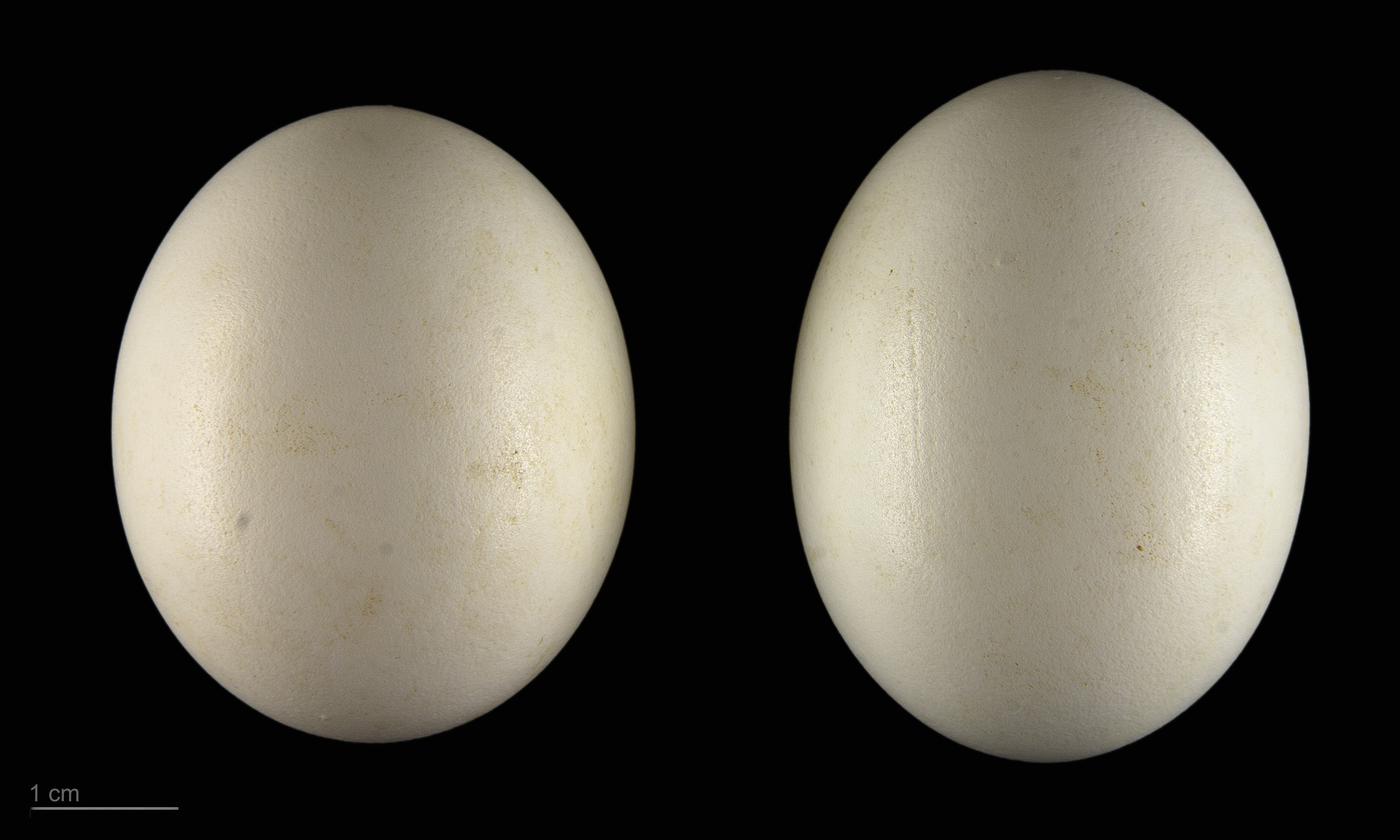
Asio otus otus

جغد گوش‌دراز یا جغد شاخدار (نام علمی: Asio otus) (پیش از این: Strix otus) گونه‌ای از سرده جغدهای گوشدار و راسته جغدسانان است که در اروپا، آمریکای شمالی و آسیا زادآوری می‌کند. این پرنده حدود ۳۶ سانتی‌متر دراز دارد.
جغد گوش‌دراز از سرده (جنس) جغدهای گوش‌دار و از تیرۀ جغدان است. در زبان انگلیسی به سرده‌ای دیگر از جغدها نیز جغدهای شاخدار می‌گویند؛ بنابراین، باید مراقب بود در برگردان فارسی، این سرده و آن گونه با هم اشتباه گرفته نشوند.
این پرنده در مناطق جنگلی به سر برده و در آشیانه‌های متروک با روی زمین تخم‌گذاری می‌کند. این پرنده در شمال ایران دیده شده است و همچنین در استان آذربایجان شرقی در بخش ایلخچی. این پرنده در برخی فرهنگ‌ها نشانه ذکاوت به‌شمار می‌آید.
جغد گوش‌دراز را در حالت نشسته از روی گوش‌پرهای بلندش به آسانی می‌توان شناسایی کرد، اما گاهی هنگام استراحت گوش‌پرهایش را جمع می‌کند. تغذیه این گونه جغد، از پستانداران کوچک، پرندگان و حشرات است و برای نشستن بیشتر درخت‌های سوزنی‌برگ را برمی‌گزیند.